# Marco Polo (Šklovskij)
Marco Polo (titolo originale in russo  Земли разведцик Марко Поло ?, Zemli razvedcik Marko Polo, letteralmente "L'esploratore di terra Marco Polo") è un'opera letteraria di Viktor Šklovskij pubblicata nel 1936.

## Storia editoriale
Nel 1931 apparve una breve biografia romanzata di Marco Polo, intitolata in russo «Марко Поло-разведчик»?, «Marko Polo-razvedčik» («La spia Marco Polo»), scritta da Viktor Šklovskij ed edita da una casa editrice sovietica specializzata nella pubblicazione di libri per ragazzi, soprattutto libri di avventura; la biografia ebbe successo e fu ristampata più volte. Il Marco Polo del 1936 somiglia poco all'opera precedente, se si eccettua il titolo: apparentemente è la riscrittura del Milione di Marco Polo e apparve nella collana di biografie, intitolata «Vita di uomini straordinari» (in russo Жизнь замечательных людей ?, Žizn’ zamečatel’nyh lûdej), ideata da Maksim Gor'kij, accompagnata da una «Introduzione» di Vladimir Kunin che ne fu anche il curatore. È infatti un'opera sperimentale che alcuni critici ritengono sia stata tenuta presente da Italo Calvino per Le città invisibili.

## Contenuto
Come tutte le opere di Šklovskij, il genere letterario del Marco Polo è "sfuggente". L'opera infatti è costituita da quarantuno brevi capitoli, ciascuno dei quali è lungo da una a sei pagine, riguardanti soprattutto la geografia fisica e umana dell'Asia centrale, spesso di tono umoristico, inseriti in una cornice narrativa ispirata al Milione di Marco Polo. Il primo capitolo tratta delle origini della città di Venezia. I personaggi di Matteo e Niccolò Polo vengono introdotti col terzo capitolo, quello di Marco viene presentato solo nel decimo capitolo, ma viene poi seguito fino alla morte, andando quindi oltre i limiti cronologici de Il Milione. 
La narrazione non è banale: ricca di divagazioni colte e di commenti eruditi, ricorda la trattatistica di viaggio dei secoli scorsi. Šklovskij traccia di Marco Polo «con grande sensibilità, capitolo dopo capitolo, un ritratto psicologico affascinante, evidentemente frutto dell’interpretazione personale, suffragata da altre fonti biografiche e storiche».
Si elencano i titoli dei capitoli:
1. Del tempo in cui avviene l’azione, della città di Venezia, del doge, di mercanti e di artigiani
2. Asilo di navi
3. I fratelli Polo lasciano Costantinopoli e vanno in Crimea
4. Frate Giovanni da Pian del Carpine racconta dei tartari e di come combattevano
5. Nel paese sul Fiume Grande
6. Del paese delle pellicce, che noi chiamiamo Siberia, e del paese detto Russia
7. Della battaglia presso Derbent che impedì ai mercanti di ritornare in patria
8. Dal grande khan
9. I mercanti cambiano padrone
10. Marco Polo appare nel nostro libro e inizia un viaggio di ventisei anni
11. Attraverso la Persia meridionale
12. Degli Assassini (l’azione narrata da Marco Polo avveniva nell’anno 1262)
13. La ditta Polo sverna nei pressi del Pamir
14. Paese della nefrite e delle sabbie
15. Il khan Kubilay era vermiglio come rosa
16. La città di Khanbaligh immunizzata contro la ribellione
17. Kubilay khan va a caccia e messer Marco Polo lo accompagna
18. Marco Polo informatore
19. I fratelli Polo e messer Marco Polo junior rendono un ottimo servizio al khan
20. Della Cina
21. Marco Polo racconta d’una maestosa città
22. Messer Marco Polo non riesce a staccarsi dalla città, e ne racconta ancora
23. Marco Polo conversa con un vecchio mercante
24. Del tentativo di far ribellare la città di Khanbaligh
25. Messer Marco Polo parte per fare il governatore
26. Messer Marco Polo, governatore, si annoia. Si annoia anche il grande Kubilay
27. La terra brucia in Cina, e la ditta Polo pensa alla partenza
28. Della partenza delle grandi navi
29. Paesi di alberi preziosi
30. Di Ceylon e della costa dell’India
31. Le navi si perdono
32. Gli affari persiani e le guerre
33. I mercanti consegnano la principessa a Gazan
34. Gli stivaletti rossi e l’anello
35. Togliti il cappello
36. La battaglia di Curzola
37. Un modello dell’inferno
38. Marco Polo fa ritorno in patria
39. Marco incontra sé stesso
40. Messer Marco Polo mercanteggia per l’ultima volta
41. Fine

### Edizioni

#### Lingua russa
- (RU) Marko Polo-razvedčik [La spia Marco Polo], illustrazioni di V. Titova, 1ª ed., Moskva, Ogiz - Gos. izd. ûnošeskoj i detskoj lit-ry "Molodaâ gvardiâ", 1931.
- (RU) Zemli razvedcik Marko Polo [L'esploratore di terra Marco Polo], collana Collezione Žizn’ zamečatel’nyh lûdej [«Vita di uomini straordinari»], Introduzione e commenti di V. V. Kunin, Moskva, Žurnal’no-gazetnoe obʺedinenie, 1936.

#### Traduzioni
- (FR) Le voyage de Marco Polo [Zemli razvedcik Marko Polo], collana Collezione Bibliothèque géographique, traduzione di Marc Slonim, Introduction de K. Kounine, Paris, Payot, 1938.
- Marco Polo [Zemli razvedcik Marko Polo], collana Collezione Scritture ; 11, traduzione di Maria Olsufieva, Milano, il Saggiatore, 1972.
- Marco Polo [Zemli razvedcik Marko Polo], collana Collezione Oscar biografie ; 5, traduzione di Maria Olsufieva, Milano, A. Mondadori, 1983.
- Marco Polo [Zemli razvedcik Marko Polo], collana Collezione Compagnia extra ; 67, traduzione di Maria Olsufieva, Postfazione di Giovanni Maccari, Macerata, Quodlibet, 2017, ISBN 978-88-229-0034-0.

### Fonti critiche
- Roberto Ludovico, Dietro le città invisibili Viktor Sklovskij, narratore (PDF), in Quaderni d’italianistica, XX, n. 1-2, Toronto, Canadian Society for Italian Studies, 1999,  pp. 217-226. URL consultato il 28 maggio 2022.
- Matteo Moca, Storia e romanzo, Viktor Sklovskij, Marco Polo, in Blow Up, 1º dicembre 2017.
- Damiano Rebecchini, Dietro all'impianto storico, la vena avanguardista di Viktor Šklovskij, in il manifesto, 1º ottobre 2017.